# لوماري قلبي
لوماري قلبي (الاسم العلمي:Lomariopsis cordata) هو نوع من النبات يتبع جنس اللوماري من الفصيلة اللومارية.